# Rakovica
För andra betydelser, se Rakovica (olika betydelser).
Rakovica är en ort och kommun i Kroatien. Kommunen har 2 623 och orten 365 invånare (2001). Rakovica ligger i regionen Kordun i Karlovacs län och på grund av närheten till Plitvicesjöarnas nationalpark och floden Korana utgör turismen en av de största näringarna i kommunen.

## Historia
I Kroatien är orten Rakovica kanske främst ihågkommen för att ha varit skådeplatsen för det så kallade Rakovicaupproret från 1871. Ortens historia är dock mycket längre än så och starkt färgad av dess geografiska läge i det historiska gränslandet mellan Habsburgska och Osmanska riket.
I Rakovicas omedelbara närhet ligger borgen Drežnik grad som finns omnämnt i dokument från 1000-talet. Borgen har bland annat varit i den kroatiska adelsfamiljens Šubićs ägo. 1323 hamnade borgen i familjen Frankopans ägo och de kontrollerade den fram till 1500-talet.
Under 1500- och 1600-talet utsattes borgen och Rakovicaområdet för ständiga osmanska räder från det närliggande osmanska paschalikatet Bosnien. Osmanska styrkor lyckades flera gånger inta området men vid freden i Svištov 1791 befästes områdets tillhörighet till den habsburgska kronan.